# Rita May
«Rita May» (иногда пишется как «Rita Mae») — песня Боба Дилана, первоначально записанная во время студийных сессий альбома Desire, но впоследствии выпущенная на стороне «Б» сингла «Stuck Inside of Mobile with the Memphis Blues Again», а также сборнике Masterpieces. «Rita May» основана на рокабилли-песне «Bertha Lou» 1957 года. Некоторые слушатели верят, что текст Дилана является отсылкой к писательнице Рите Мэй Браун, которая жаловалась на отсутствие возможностей для случайного лейсбийского секса.
«Rita May» была перепета Джерри Ли Льюисом для своего альбома 1979 года Jerry Lee Lewis.

## Другие песни с таким же названием
Эрик Клэптон написал песню под названием «Rita Mae», которая появляется на его альбоме 1981 года Another Ticket, она также была выпущена синглом и добралась до 10-й позиции в хит-параде Billboard Rock Albums and Top Tracks.

## Участники записи
Оригинальная версия Дилана
- Боб Дилан — гитара, вокал, гармоника
- Эмиллу Харрис — вокал
- Роб Ротштейн — бас
- Ховард Вайет — ударные
- Скарлет Ривера — скрипка
- Шина Сейденберг — тамбурин, конги
- Дон Де Вито — продюсер